# Anaea elara
Anaea elara is een vlinder uit de familie van de Nymphalidae. De wetenschappelijke naam van de soort is voor het eerst geldig gepubliceerd in 1897 door Frederick DuCane Godman & Osbert Salvin.